# Jalovec
Jalovec (Juniperus) je rod stálezelených jehličnatých keřů či stromů z čeledi cypřišovitých (Cupressaceae), zahrnující asi 55–70 druhů, což z něho činí nejpočetnější rod čeledi. Charakteristickým rysem rodu je, že zralé šišky, zvané jalovčinky (odborně galbuly), mají zdužnatělé semenné šupiny a připomínají bobule; na rozdíl od ostatních zástupců čeledi cypřišovitých také jejich semenné šupiny zcela srůstají. Šišky uvnitř obsahují bezkřídlá, trojhranná semena.
Většina druhů je dvoudomých, tj. se samčími a samičími šišticemi na různých jedincích; některé jsou však jednodomé. Jako jiné jehličnany jsou anemogamní, zvláštností však je, že jejich semena jsou primárně roznášena ptáky požírajícími dužnaté jalovčinky. Jsou to vesměs silně světlomilné dřeviny s malými nároky na půdu a vlhkost.

## Rozšíření
Jalovec je rodem rozšířeným po převážné většině severní polokoule: rostou v Evropě, Asii, severní a východní Africe (izolovaná arela na Kilimandžáru) a Severní a Střední Americe. Největší areál zahrnující prakticky celou holoarktickou oblast má jalovec obecný, který je také jediným druhem původním v ČR.
V Evropě roste celkem 10 druhů jalovců. Ze sekce Juniperus zde rostou 4 druhy. Jalovec obecný (J. communis) je rozšířen téměř v celé Evropě, jalovec červenoplodý (Juniperus oxycedrus) v její jižní, středomořské části. Juniperus navicularis je endemit jižní části Pyrenejského poloostrova, jalovec krátkolistý (Juniperus brevifolia) je endemit Azorských ostrovů. Sekce Sabina je v Evropě zastoupena 5 druhy. Jalovec chvojka (Juniperus sabina) je rozšířen zejména v horách střední a jižní Evropy, jalovec fénický (Juniperus phoenicea) na středomořském pobřeží. Druhy jalovec ztepilý (Juniperus excelsa) a jalovec páchnoucí (Juniperus foetidissima) rostou na Balkáně a Krymu, jalovec kadidlový (Juniperus thurifera) v horách jihozápadní Evropy. Jalovec peckoplodý (Juniperus drupacea) jakožto jediný zástupce sekce Caryocedrus roste v jižním Řecku.

## Systematika a evoluce

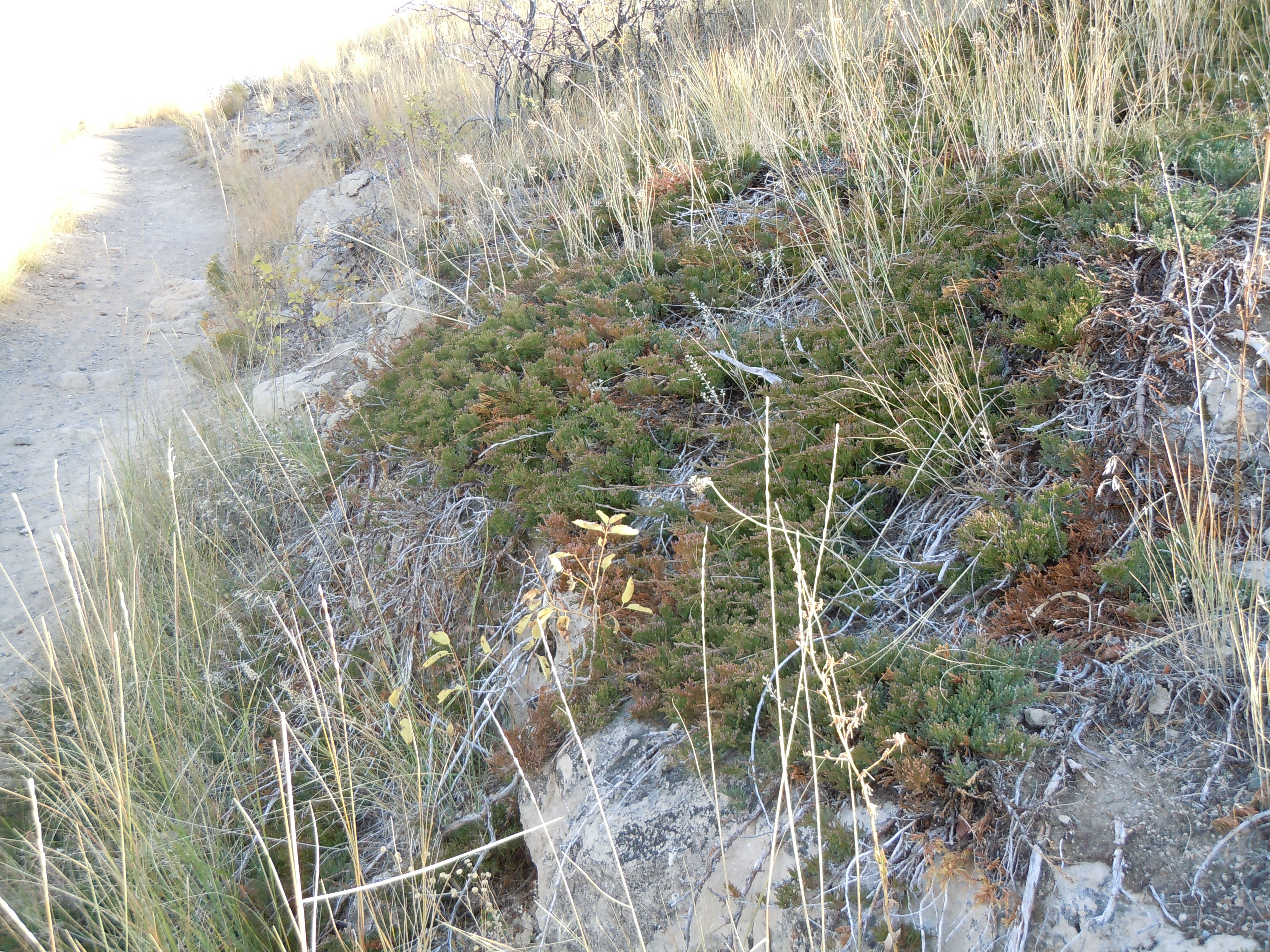
Přízemní habitus jalovce poléhavého

Rod je tradičně členěn do tří sekcí, někdy pojímaných i jako podrody nebo dokonce samostatné rody: sekce Juniperus s ostrými jehlicemi a převážně eurasijským rozšířením zahrnuje 7–9 druhů; sekce Caryocedrus zahrnuje jediný druh jalovec peckoplodý rostoucí v Řecku a někdy bývá slučována s předchozí, s níž ostatně tvoří z hlediska fylogeneze bazální větev rodu. Do nejrozsáhlejší sekce Sabina patří okolo 40 druhů Starého i Nového světa; odlišuje se stopkatými galbulami a dospělými listy převážně šupinovitými, na juvenilních výhoncích mohou být ale i jehlicovité.
Sesterským rodem jalovce je rod cypřiš (Cupressus), od něhož se oddělil v období paleocénu zhruba před 70–50 miliony let; jejich společný předek pocházel patrně z Asie.

## Vybraní zástupci
Juniperus sect. Juniperus:

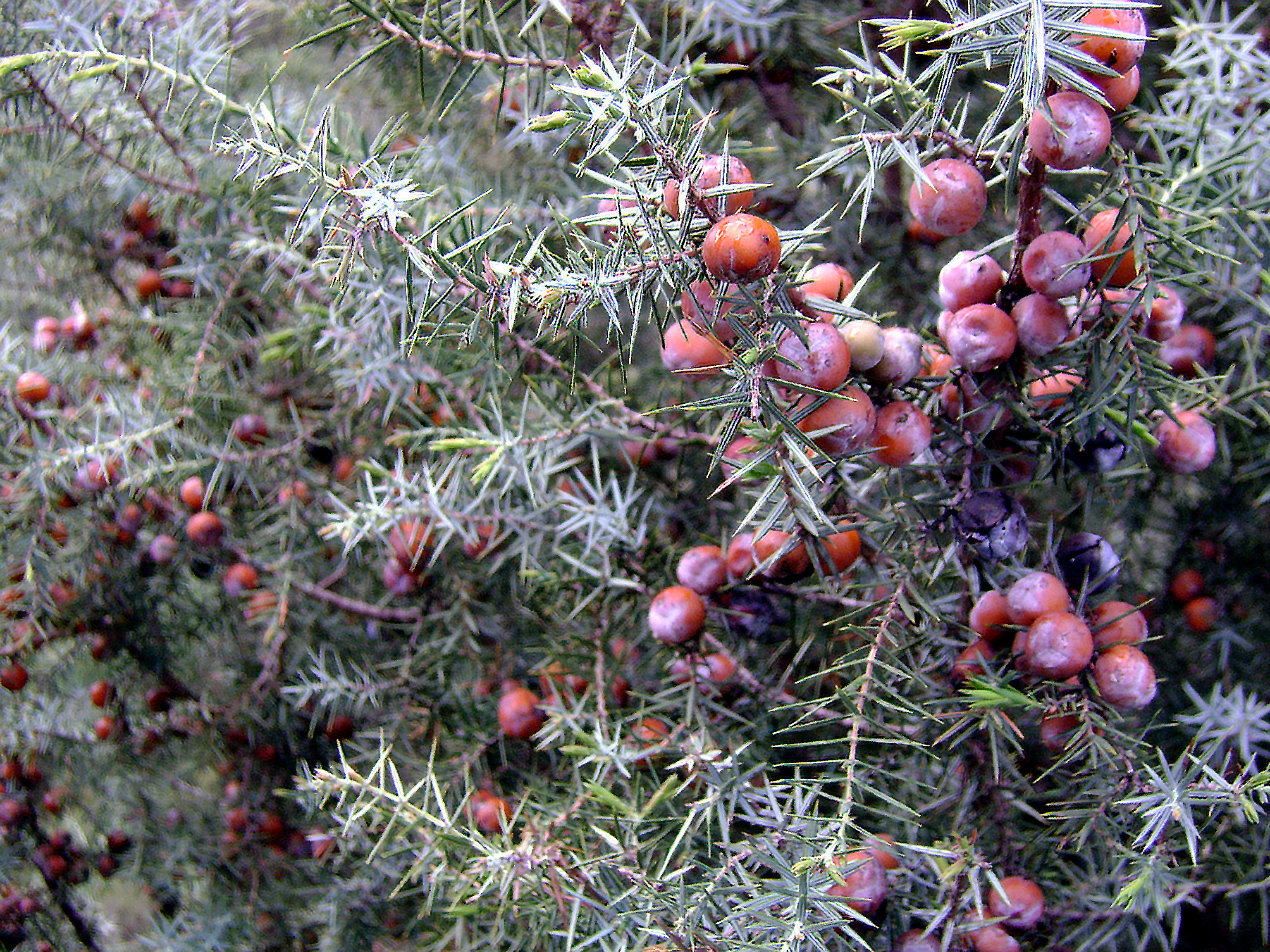
Jalovec červenoplodý – větévka se zralými šišticemi (sekce Juniperus)

- jalovec červenoplodý (Juniperus oxycedrus) – Středomoří
- jalovec obecný (Juniperus communis) – rozsáhlý holoarktický areál
- jalovec tuhý (Juniperus rigida) – Čína, východní Asie, Sachalin
  - jalovec tuhý pobřežní (Juniperus rigida subsp. conferta) – Japonsko, Sachalin
- jalovec krátkolistý (Juniperus brevifolia) – Azorské ostrovy
- jalovec cedrovitý (Juniperus cedrus) – Kanárské ostrovy, Madeira
- Juniperus navicularis – Pyrenejský poloostrov

Juniperus sect. Caryocedrus
- Jalovec peckoplodý (Juniperus drupacea) – Řecko, Malá Asie, Blízký východ

Juniperus sect. Sabina

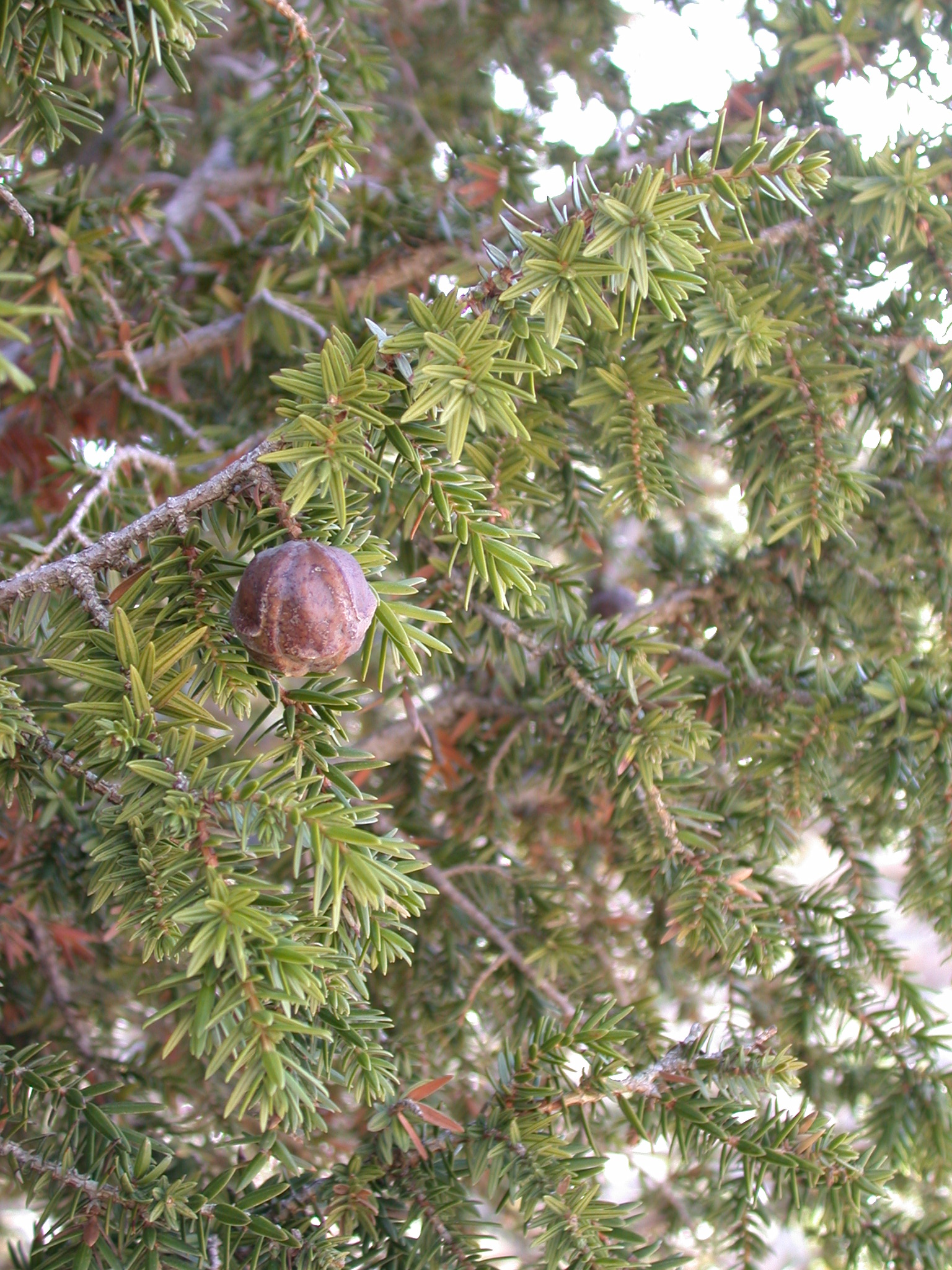
Větévka jalovce peckoplodého

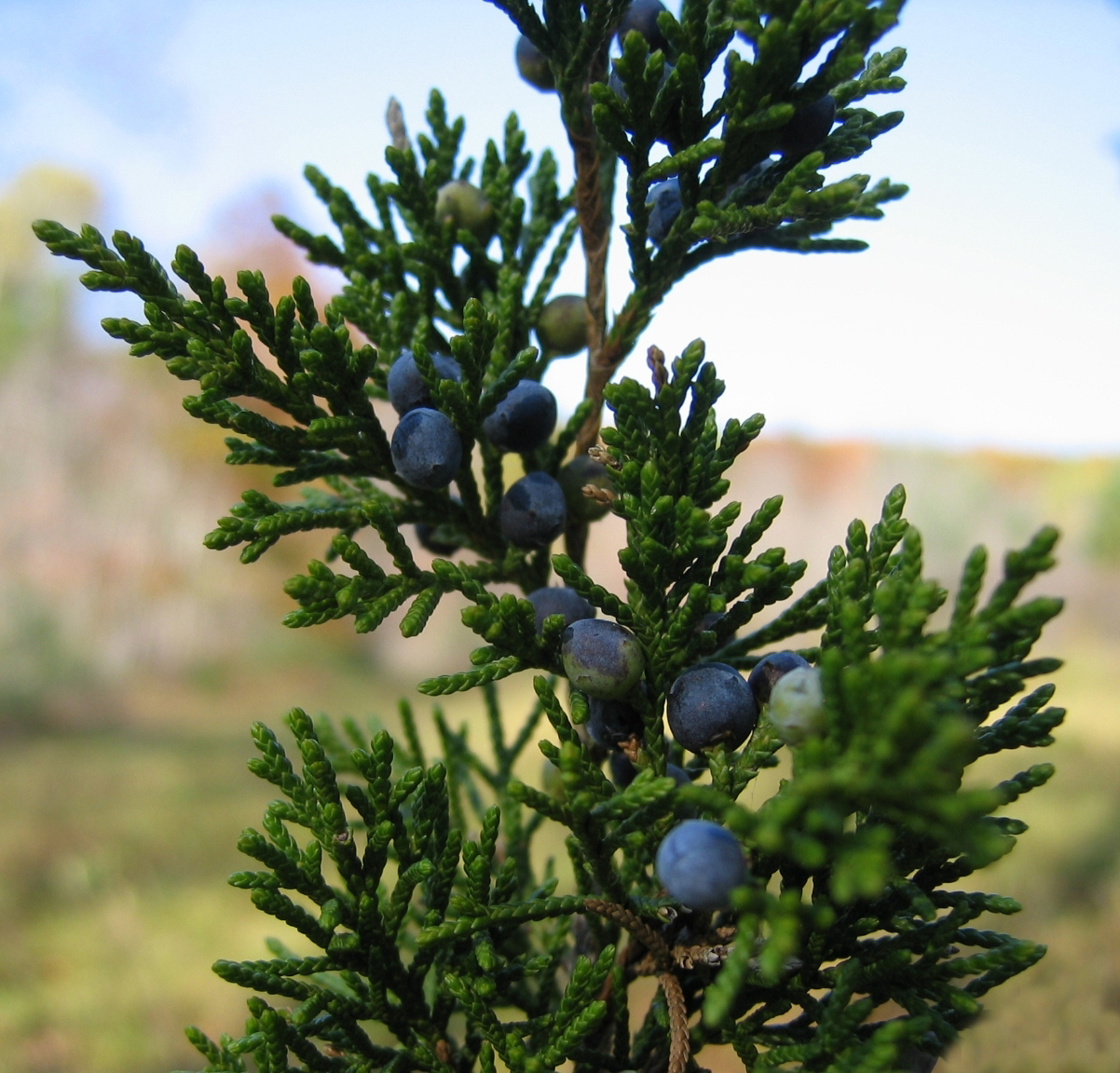
Šupinovité listy a plody jalovce virginského (sekce Sabina)

- jalovec čínský (Juniperus chinensis) – východní Asie od Barmy po ruský Dálný východ
- jalovec bermudský (Juniperus bermudiana) – kriticky ohrožený endemit Bermudského souostroví
- jalovec durangský (Juniperus durangensis) – Mexiko
- jalovec fénický (Juniperus phoenicea) – západní Středomoří
- jalovec chvojka (Juniperus sabina) – rozsáhlý eurasijský areál od Atlantiku po ruský Dálný východ
- jalovec kadidlový (Juniperus thurifera) – západní Středomoří, země Maghrebu
- jalovec kalifornský (Juniperus californica) – jihozápad USA, Kalifornie, Mexiko
- jalovec Komarovův (Juniperus komarovii) – Čína
- jalovec páchnoucí (Juniperus foetidissima) – Balkánský poloostrov, jihozápadní Asie, Kavkaz
- jalovec poléhavý (Juniperus procumbens) – východní Asie
- jalovec polehlý (Juniperus horizontalis), syn. jalovec plazivý – severní polovina Severní Ameriky
- jalovec polokulovitý (Juniperus semiglobosa) – Střední Asie
- jalovec prostřední (Juniperus ×media) – kulturní kříženec
- jalovec skalní (Juniperus scopulorum) – západ Severní Ameriky od Kanady po Mexiko
- jalovec šupinatý (Juniperus squamata) – Afghánistán, Himálaj, Čína
- jalovec viržinský (Juniperus virginiana) – východ Severní Ameriky
- jalovec východoafrický (Juniperus procera) – Arabský poloostrov, východní Afrika od Rudého moře po Zimbabwe
- jalovec ztepilý (Juniperus excelsa) – Balkánský poloostrov, jihozápadní Asie, Kavkaz[7][8][9][10]

## Význam

Jalovec ztepilý na Krymu

Jalovce jsou v České republice pěstovány jako okrasné dřeviny širokého použití. Zahrnují stromovité, keřovité i plazivé, pokryvné typy. V četných kultivarech je pěstován zejména jalovec obecný (Juniperus communis), jalovec čínský (Juniperus chinensis), jalovec viržinský (Juniperus virginiana), jalovec prostřední (Juniperus ×media), jalovec chvojka (Juniperus sabina) a jalovec polehlý (Juniperus horizontalis).
Jalovčinky některých druhů, hlavně jalovce obecného, se využívají v gastronomii jako koření; vyrábí se z nich alkoholické nápoje gin a borovička. Esenciální oleje se užívají v aromaterapii a kosmetice. Vonné, odolné dřevo některých jalovců je ceněné v truhlářství a řezbářství.
Víra, že kadidlo z jalovce zadržuje zlo, byla mezi turkickými národy běžná. Jeremiah Curtin poznamenal, že někteří šamani na Sibiři před obětováním zvířat používali kadidlo z jalovce.

## Škůdce

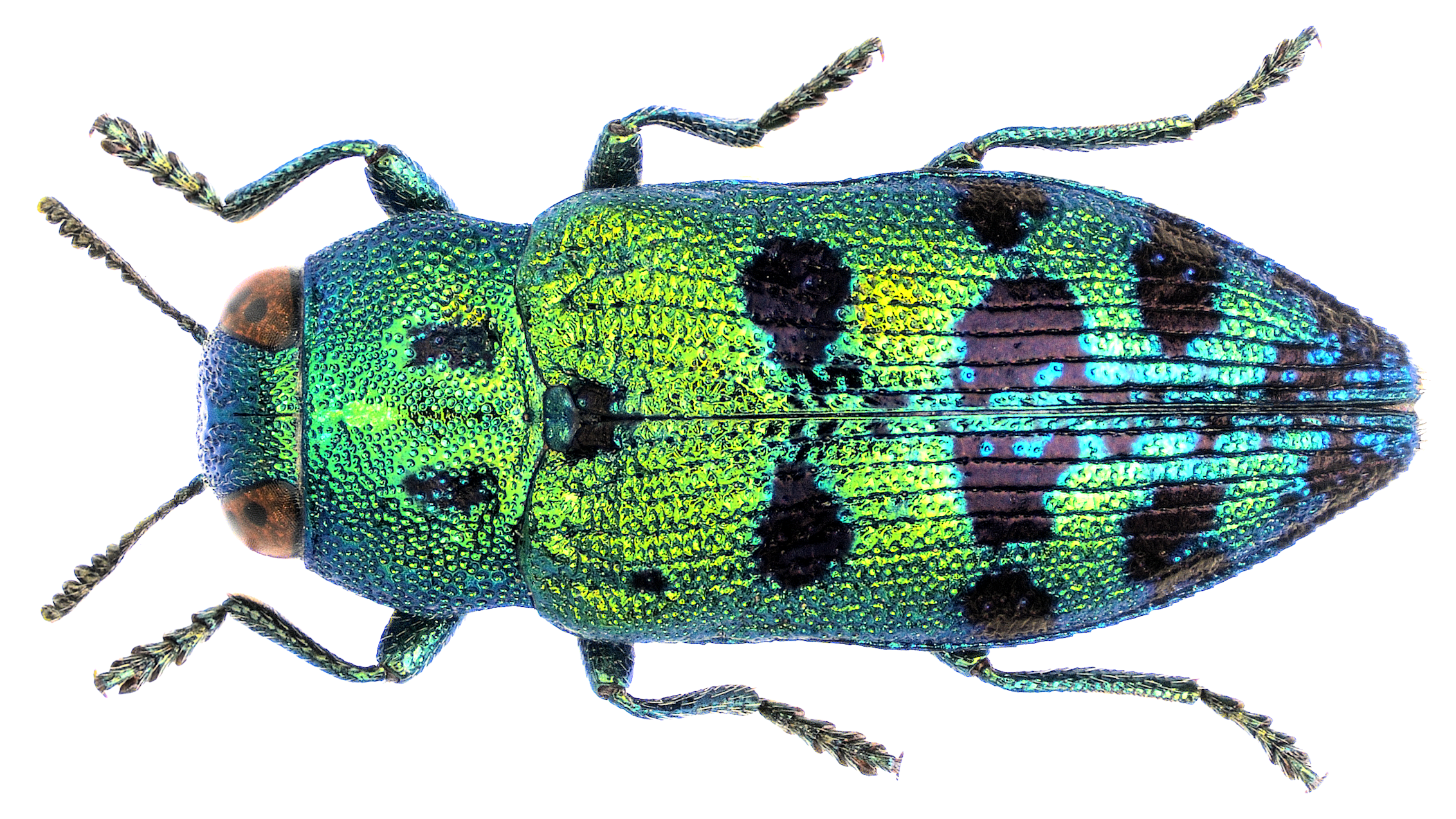
Krasec Lamprodila festiva

Jalovcům škodí brouk Lamprodila festiva, původem ze Středomoří, který se invazně šíří Evropou i západní Asií. Tento druh krasce žije skrytě v substrátu pod stromy, odkud v noci vylézá po kmeni a za šupiny kůry klade vajíčka. Z vajíček se líhnou malé larvy, které vyžírají lýko. Napadené části pak začínají žloutnout a usychat, podobně jako když smrkové lesy usychají kvůli působení lýkožrouta smrkového. Suché větve by proto měli lidé odříznout a spálit, nikoli vyvážet na skládky, odkud by se mohli krasci dál šířit.